# Ajtai András
Ajtai András, más forrásokban Ajtai Szabó András (Középajta, 1690 – Szásznádas, 1733) orvos.

## Élete
Eredeti neve Szabó András volt, születési helyéről vette fel az Ajtai nevet. Gróf Teleki József és Teleki Sándor pártfogása alatt tanult Székelyudvarhelyen és Nagyenyeden. 1711-ben Kolozsváron Teleki Mihály kővári főkapitány három fiának nevelője volt.
1713-ban Halléba ment, ahol orvosdoktori oklevelet szerzett. 1714-ben elkészült disszertációjának címe Dissertatio medica theoretica de medicinae et doctrinae moralis nexu. Ifj. Pápai Páriz Ferenc  hozzá írt köszöntő versében kiemelte, hogy olyan témáról írt, amely az ókor és középkor nagy orvosai figyelmen kívül hagytak: az orvostudomány és az erkölcs viszonyáról. Tudományos utazásokat tett Franciaországban, Németországban és Angliában; Hollandiában Frederik Ruysch anatómiaprofesszort látogatta meg, hogy megtanulja tőle az anatómiai preparátumok elkészítését. Pápai Páriz Ferenccel együtt Angliában adományokat gyűjtöttek a nagyenyedi kollégium részére. 1715-ben beiratkozott a leideni, 1716-ban a bázeli egyetemre.
1717-ben tért vissza Erdélybe, ahol Teleki József gróf udvarában mint gyakorló orvos működött, emellett felesége, cegei Wass Zsuzsánna (Wass György leánya) birtokán gazdálkodott.